# Adelaide di Borgogna (Rossini)
Adelaide di Borgogna (deutsch: „Adelheid von Burgund“) ist eine Oper (italienische Originalbezeichnung: „dramma per musica“) in zwei Akten von Gioachino Rossini (Musik) mit einem Libretto von Giovanni Schmidt. Die Uraufführung erfolgte am 27. Dezember 1817 im Teatro Argentina in Rom.

## Handlung

### Vorgeschichte
Der Inhalt der Oper basiert auf einer historischen Begebenheit aus dem Jahr 951. Im Vorjahr war der italienische König Lotario (Lothar II.) von Berengario (Berengar II.), dem Markgrafen von Ivrea, vergiftet worden. Berengario usurpierte den Thron. Um seine Herrschaft zu legitimieren, plante er, seinen Sohn Adelberto (Adalbert II.) mit der Witwe Lotarios, Adelaide (Adelheid von Burgund), zu vermählen. Adelaide floh nach Pavia, das daraufhin von Berengario belagert wurde. Sie wurde festgenommen und in einen Turm des Schlosses in Garda gesperrt. Nach einiger Zeit gelang es Adelaide zu entkommen und in die Festung von Canossa zu fliehen, wo ihr der Kommandant Iroldo (Adalbert Atto) Schutz gewährte. Als auch Canossa belagert wurde, wandte sie sich um Hilfe an den deutschen König und späteren Kaiser Ottone (Otto I.).
Die Oper beginnt mit der Einnahme Canossas durch die Truppen Berengarios. Ottone kommt zu Verhandlungen nach Canossa. Er und Adelaide verlieben sich und beschließen zu heiraten. Die Hochzeitszeremonie wird durch einen Angriff Berengarios unterbrochen. Adelaide wird festgenommen. Ottone jedoch kann fliehen und wenig später seinerseits Berengario gefangen nehmen. Da Adelberto einen Gefangenenaustausch Adelaides gegen seinen Vater zunächst ablehnt, verhilft ihr seine Mutter Eurice zur Flucht. Berengario wird freigelassen, ohne dass es zu einem Friedensvertrag kommt. In der abschließenden Schlacht siegt Ottone. Er kann nun Adelaide heiraten.

### Erster Akt
In der von Kriegsmaschinen belagerten Festung von Canossa
Szene 1. Die verängstigten Einwohner, darunter auch der Kommandant Iroldo, erwarten den Einmarsch Berengarios mit seinem Heer (Introduktion: „Misera patria oppressa“). Während die Bevölkerung das Schicksal Adelaides beklagt, feiert die Soldaten den Sieg.
Szene 2. Adelaide erscheint in Trauerkleidung, gefolgt von Adelberto. Er und Berengario versuchen, sie dazu zu bewegen, in die Hochzeit mit Adelberto einzuwilligen. In diesem Fall könne sie gemeinsam mit ihm über Italien herrschen. Als Adelaide mit herablassenden Worten ablehnt, lässt Berengario sie festnehmen. Der vereinigte Chor beider Parteien fleht Adelaide an, nachzugeben.
Szene 3. Berengario und Iroldo beschuldigen sich gegenseitig des Verrats.
Szene 4. Nachdem Adelberto seinem Vater gegenüber seine Befürchtungen wegen Ottones Heer ausgedrückt hat, meldet seine Mutter Eurice dessen Ankunft am Gardasee. Adelberto plädiert dafür, ihn anzugreifen. Berengario jedoch beschließt, Ottone zum Schein ein Friedensangebot machen, um ihn in Sicherheit zu wiegen.
Am Gardasee schlagen die deutschen Truppen ihr Lager auf. In der Ferne ist die Burg Canossa zu sehen.
Szene 5. Der Chor der Soldaten bekräftigt ihren Wunsch, der bedrängten Königin zu helfen (Chor: „Salve, Italia, un dì regnante“).
Szene 6. Ottone tritt hinzu. Er begrüßt ehrfürchtig die italienische Erde und schwört, Adelaide zu retten (Cavatine: „Soffri la tua sventura“).
Szene 7. Ottones Offizier Ernesto meldet die Ankunft Adelbertos, der von Berengario zu Verhandlungen gesandt wurde. Ottone ist misstrauisch. Im Kampf hat er nichts zu fürchten, aber eine List könnte ihm gefährlich werden. Adelberto erscheint und behauptet, Ottone sei von Adelaide getäuscht worden. Er werde in seiner Weisheit aber bald die Wahrheit erkennen. Ottone besteht darauf, Adelaide zu sehen, um sich selbst ein Urteil bilden zu können. Beide legen die Waffen nieder und erklären sich ihre Freundschaft. Dennoch trauen sie einander nicht (Duett: „Vive Adelaide in pianto“).
Eine Vorhalle in Canossa
Szene 8. Eurice sorgt sich um die Zukunft. Sie fürchtet, ihr Sohn Adelberto werde Ottone unterliegen und verwünscht seinen Herrschaftswunsch.
Szene 9. Berengario teilt Eurice mit, dass es Adelberto gelungen sei, Ottone zu täuschen. Ottone werde nun allein oder mit nur wenigen Männern nach Canossa kommen und in die Falle geraten.
Szene 10. Ottone erscheint in Begleitung Adelbertos, gefolgt von deutschen Soldaten und denen Berengarios. Das Volk begrüßt ihn hoffnungsvoll als Retter (Coretto: „Viva Ottone“).
Szene 11. Die noch in immer Trauer gekleidete Adelaide tritt hervor und wirft sich Ottone zu Füßen. Ottone ist entsetzt über diesen Anblick. Als Adelaide versucht, die Umstände zu erklären, kommt es zu gegenseitigen Anschuldigungen zwischen ihr und ihren Verfolgern. Ottone stellt sich auf Adelaides Seite und bietet ihr die Ehe an. Der Chor bejubelt diese Entscheidung.
Szene 12. Adelberto hat inzwischen die Geduld verloren und drängt seinen Vater zum Handeln. Berengario bittet ihn um Geduld. Es seien bereits Verbündete auf dem Weg nach Canossa. Der nichtsahnende Ottone werde bald bezwungen sein (Cavatine: „Se protegge amica sorte“).
Kabinett
Szene 13. Adelaide bereitet sich auf die Hochzeit mit Ottone vor. Ein Chor von Brautjungfern freut sich mit ihr (Chor: „O ritiro che soggiorno“ – Szene und Cavatine: „Occhi miei, piangeste assai“).
Szene 14. Iroldo tritt ins Zimmer und teilt Adelaide mit, dass die Vorbereitungen in der Kirche in Kürze abgeschlossen seien. Ottone kommt hinzu. Er und Adelaide besingen ihre gegenseitige Liebe (Duett: „Mi dai corona und vita“).
Ein von majestätischen Gebäuden umgebener Platz in Canossa
Szene 15. Das Volk bejubelt die bevorstehende Hochzeit (Finale I: „Schiudi le porte al tempio“). Adelberto, Berengario und Eurice sehen zu. Sie hoffen, dass ihre Gegner abgelenkt sind und niemand die Ausführung ihres eigenen Planes bemerkt.
Szene 16. Ottone, Adelaide und Iroldo treten auf und werden vom Chor beglückwünscht. Ottone und Adelaide versichern sich erneut ihrer Liebe. Berengario und Adelberto sind unterdessen bemüht, sich nichts anmerken zu lassen. Während sich das Paar dem Tempel nähert, erklingt aus der Ferne Waffenlärm, der bis zum Ende des Aktes stetig lauter wird. Die von Berengario herbeigerufenen Soldaten treffen ein.
Szene 17. Ernesto eilt mit deutschen Soldaten hinzu, um Ottone und Adelaide beizustehen. Es kommt zum Handgemenge mit den Truppen Berengarios. Adelaide wird gefangen genommen. Ottone muss fliehen, schwört aber, zurückzukehren, um sie zu retten.

### Zweiter Akt
In der Festung von Canossa wie im ersten Akt
Szene 1. Der Chor der Soldaten Berengarios und Adelbertos feiert prahlerisch den Sieg über Ottone (Introduktion: „Come l’aquila che piomba“).
Szene 2. Adelberto erzählt seiner Mutter Eurice den Ablauf des Kampfes. Er erwartet nun die Einwilligung Adelaides zur Heirat. Eurice entfernt sich, damit er mit ihr reden kann.
Szene 3. Adelberto versichert Adelaide seine Liebe. Wenn sie in die Hochzeit einwillige, könne sie ihr Königreich zurückerhalten (Duett: „Della tua patria ai voti“). Sie lässt sich jedoch nicht besänftigen, beschimpft ihn als Verräter und hofft weiterhin auf Ottone.
Szene 4. Eine Gruppe Soldaten erscheint und meldet, dass Berengario bei einem Überraschungsangriff Ottones gefangen genommen wurde. Adelaide ist erleichtert über diese Wendung des Schicksals.
Szene 5. Iroldo beklagt das Geschick Adelaides. Er wäre bereit für sie zu sterben.
Vorhalle wie im ersten Akt
Szene 6. Eurice fleht ihren Sohn an, das Angebot Ottones anzunehmen und Adelaide gehen zu lassen, damit Berengario freikommt. Adelberto will sich jedoch nicht von Adelaide trennen. Eurice verlässt verzweifelt den Raum (Arie: „Sì, sì, mi svena“).
Szene 7. Auch der Chor drängt Adelberto, seine Sohnespflicht zu erfüllen und Adelaide freizulassen (Chor: „Berengario è nel periglio“). Adelberto ist bewegt, kann sich aber nicht entscheiden (Szene und Arie: „Grida, o natura, und desta“).
Szene 8. Eurice teilt Iroldo mit, dass sie selbst die Initiative ergreifen und Adelaide befreien will, um ihren Mann zu retten. Iroldo preist ihren Edelmut. Er wird Adelaide zu Ottone bringen.
Am Ufer des Gardasees wie im ersten Akt
Szene 9. Ernesto meldet Ottone, dass Adelberto dem Gefangenenaustausch nun zugestimmt habe. Ottone bittet ihn, Berengario zu holen.
Szene 10. Der beschämte Berengario wird hereingeführt. Ottone nimmt ihm die letzte Hoffnung auf den Thron.
Szene 11. Adelberto erscheint und erklärt, Adelaide freigeben zu wollen, um seinen Vater zu retten. Der jedoch hält ihn zurück. Er verlangt von Ottone zusätzlich den Thron Insubriens. Da ihm Adelaide kostbarer als ein Königreich ist, stimmt Ottone zu.
Szene 12. Das Erscheinen Adelaides und Iroldos unterbricht die Verhandlungen (Quartett: „Adelaide! Oh ciel“). Adelaide und Ottone fallen sich in die Arme, während Berengario und Adelberto alle Hoffnung aufgeben müssen. Da Adelaide Eurice bei ihrer Freilassung Berengarios Freiheit versprochen hat, darf Berengario gehen. Berengario jedoch fühlt sich verraten. Er und Adelberto wollen sich später rächen. Ottone nimmt die Herausforderung an.
Ein prachtvolles Zelt
Szene 13. Im Lager Ottones beauftragt Ernesto die Wachen, Adelaide zu schützen, wenn die Schlacht beginnt.
Szene 14. Ottone fordert seine Männer auf, sich zur Schlacht vorzubereiten. Er verspricht Iroldo für seine Unterstützung reiche Entlohnung, aber der verweist darauf, lediglich seinen Eid erfüllt zu haben.
Szene 15. Adelaide sorgt sich wegen des bevorstehenden Kampfes. Ottone beruhigt sie, da er den Himmel auf seiner Seite weiß.
Szene 16. Ernesto meldet die Ankunft des feindlichen Heeres. Adelaide und Ottone verabschieden sich voneinander. Sie bindet ihm ihren weißen Schleier als Liebesbanner um (Arie „Cingi la benda candida“). Ottone bricht mit den Soldaten auf. Noch während Adelaide ins Gebet vertieft ist, meldet der Chor den Sieg Ottones.
Vor der Burg von Canossa
Szene 17. Unter Jubel des Volkes marschieren die Sieger mit den Gefangenen Adelberto und Berengario ein (Chor: „Serti intrecciar le vergini“).
Szene 18. Ottone steigt vom Wagen, um Adelaide und Iroldo zu begrüßen (Szene und Arie: „Vieni, tuo sposo e amante“). Berengario und Adelberto stehen in verächtlicher Haltung abseits. Ottone freut sich mehr über die Ruhmeskränze des Volkes als über seine Krone. Noch wichtiger ist ihm aber die Liebe Adelaides. Zum Abschluss besingt der Chor den himmlischen Segen für das Paar.

## Gestaltung
Adelaide di Borgogna hat in der Literatur keinen guten Ruf. Der Rossini-Biograph Giuseppe Radiciotti bezeichnete sie als Rossinis schlechteste Opera seria.:81 Herbert Weinstock zufolge zeigt sie „den schlechten Einfluß der Hast und das Fehlen jeder wahren Beteiligung.“ Wie in seinen ersten Opern verwendete Rossini Secco-Rezitative anstelle von orchesterbegleiteten Accompagnati.:98
Dennoch finden sich auch hier einige gelungene Stellen. Charles Osborne betont die Qualität der Chöre, insbesondere des Eingangschores „Misera patria oppressa“ und des Triumphchores „Serti intrecciar le vergini“ (zweiter Akt, Nr. 16). Außerdem erwähnenswert sind die Duette „Mi dai corona e vita“ (Adelaide/Ottone, erster Akt, Nr. 8) und „Della tua patria ai voti“ (Adelaide/Adelberto, zweiter Akt, Nr. 11) und das Quartett „Oh Ciel, che vedo“ (zweiter Akt, Nr. 14) sowie das Schlussrondo Ottones (zweiter Akt, Nr. 16).:82 Richard Osborne verweist auf die „wundervoll milde Melodie über gehaltenen Violatönen und gezupften Violinen“ des Trios (Berengario, Adelberto, Adelaide, erster Akt, Nr. 1) und die von „betörend gefühlvollen Holzbläsern“ begleitete Arie der Adelaide „Cingi la benda candida“ (zweiter Akt, Nr. 15).:244f

### Instrumentation
Die Orchesterbesetzung der Oper enthält die folgenden Instrumente:
- Zwei Flöten / eine Piccoloflöte, zwei Oboen, zwei Klarinetten, zwei Fagotte
- Zwei Hörner, zwei Trompeten, Posaune
- Pauken, Große Trommel, Becken
- Streicher
- Continuo

### Musiknummern
- Sinfonia

Erster Akt
- Nr. 1. Introduktion (Chor, Iroldo, Berengario, Adelaide, Adelberto): „Misera patria oppressa“ (Szene 1)
- Nr. 2. Chor: „Salve, Italia, un dì regnante“ (Szene 5)
  - Szene und Cavatine (Ottone): „Soffri la tua sventura“ (Szene 6)
- Nr. 3. Duett (Ottone, Adelberto): „Vive Adelaide in pianto“ (Szene 7)
- Nr. 4. Coretto (Chor, Iroldo): „Viva Ottone“ (Szene 10)
- Nr. 5. Cavatine (Berengario): „Se protegge amica sorte“ (Szene 12)
- Nr. 6. Arie (Eurice): „Vorrei distruggere“ (Szene 12)
- Nr. 7. Chor: „O ritiro che soggiorno“ (Szene 13)
  - Szene und Cavatine (Adelaide): „Occhi miei, piangeste assai“ (Szene 13)
- Nr. 8. Duett (Adelaide, Ottone): „Mi dai corona und vita“ (Szene 14)
- Nr. 9. Finale I (Chor, Adelberto, Berengario, Ottone, Adelaide, Ernesto): „Schiudi le porte al tempio“ (Szene 15–18)

Zweiter Akt
- Nr. 10. Introduktion (Chor): „Come l’aquila che piomba“ (Szene 1)
- Nr. 11. Duett (Adelberto Adelaide): „Della tua patria ai voti“ (Szene 3)
- Nr. 12. Arie (Eurice): „Sì, sì, mi svena“ (Szene 6)
- Nr. 13. Chor, Szene und Arie (Adelberto): „Berengario è nel periglio“ – „Grida, o natura, und desta“ (Szene 7)
- Nr. 14. Quartett (Ottone, Berengario, Adelberto, Adelaide): „Adelaide! Oh ciel“ (Szene 12)
- Nr. 15. Szene und Arie (Adelaide) „Ah, vanne, addio“ – „Cingi la benda candida“ (Szene 16)
- Nr. 16. Chor: „Serti intrecciar le vergini“ (Szene 17)
  - Szene und Arie (Chor, Ottone): „Vieni, tuo sposo e amante“ (Szene 18)

## Werkgeschichte
Nach der Premiere der Armida vom 11. November 1817 in Neapel reiste Rossini zur Aufführung von Adelaide di Borgogna nach Rom. Er schuf die Komposition vermutlich in weniger als drei Wochen. Das Libretto stammte von Giovanni Schmidt.:81 Es wurde zeitweilig Jacopo Ferretti zugeschrieben. Der Rossini-Biograph Herbert Weinstock bezeichnete es als „weitere Pfuscharbeit des unglaublichen Giovanni Federico Schmidt“. Für die Komposition erhielt Rossini 300 römische scudi.:98
Die Uraufführung der Oper fand am 27. Dezember 1817 (zur Karnevalssaison 1818) im Teatro Argentina in Rom statt. Dabei sangen die Altistin Elisabetta Pinotti (Ottone), die Sopranistin Elisabetta Manfredini (Adelaide), der Bass Antonio Ambrosi (Berengario), die Tenöre Savino Monelli (Adelberto) und Giovanni Puglieschi (Ernesto) sowie die Mezzosopranistin Anna Maria Muratori (Eurice). Luisa Bottesi sang die Rolle des Iroldo. Für die Partie des Berengario war offenbar ursprünglich Gioacchino Sciapelletti vorgesehen, der kurzfristig durch Ambrosi ersetzt wurde und noch im gedruckten Libretto genannt ist.:98 Obwohl die Partie des Iroldo laut Angabe im Libretto von einer Frau gesungen wurde, ist sie überwiegend im Tenorschlüssel notiert. Lediglich die Nr. 4 steht im Sopranschlüssel. Über die Sängerin Luisa Bottesi gibt es keinerlei nähere Informationen.:98 Am selben Abend wurde dort auch das Ballett („azione tragico pantomima“) Ciro e Tomiri (bzw. La Morte di Ciro) des Choreographen Giovanni Monticini aufgeführt, dessen Musik teilweise ebenfalls von Rossini stammte.:99
Die Aufführung war ein Misserfolg, und das Werk wurde bereits nach zwei oder drei Wochen zurückgezogen.:81 In den folgenden Jahren gab es nur wenige weitere Aufführungen, so 1820 im Teatro della Pergola in Florenz und im Teatro San Luca in Venedig, 1822 im Teatro Nuovo in Padua und 1826 im Teatro Carlo Lodovico in Livorno. Erst 1978:15343 oder 1979 wurde es konzertant in der Queen Elizabeth Hall in London wieder aufgeführt. 1984 kam es beim Festival della Valle d’Itria erstmals wieder zu einer szenischen Aufführung.:81
Als Ouvertüre verwendete Rossini die bereits 1809 für das Konservatorium von Bologna geschriebene Sinfonia in Es-Dur, die er schon für La cambiale di matrimonio genutzt hatte:244:21 und nur geringfügig uminstrumentierte.:82 Einige weitere Musiknummern stammen nicht von ihm, sondern von dem mit Rossini befreundeten neapolitanischen Adligen Michele Carafa.:251f Später verwandte er neun Musiknummern aus dieser Oper für Eduardo e Cristina.:92

## Aufnahmen
- 19. November 1978 (live, konzertant aus London, gekürzt): Leslie Head (Dirigent), Pro Arte Orchestra und Chorus. Della Jones (Ottone), Eiddwen Harrhy (Adelaide), Roderick Earle (Berengario), Ernesto Palacio (Adelberto), Penelope Walker (Eurice), Armistead Wilkinson (Iroldo und Ernesto). HRE LP: HRE 264-3, ANNA 1020 (2 LP).[8]:15343
- 4. August 1984 (live aus Martina Franca, gekürzt): Alberto Zedda (Dirigent), Orchestra del Festival di Martina Franca, New Cambridge Chorus. Martine Dupuy (Ottone), Mariella Devia (Adelaide), Armando Caforio (Berengario), Aldo Bertolo (Adelberto), Elisabetta Tandura (Eurice), Michele Farruggia (Iroldo), Giuseppe Fallisi (Ernesto). Fonit Cetra CD: CDC 64, Warner Fonit 3984-27591-2 ZT (2 CD).[8]:15344
- 15. Mai 1988 (live aus Paris): Alberto Zedda (Dirigent). Martine Dupuy (Ottone), Mariella Devia (Adelaide), Armando Caforio (Berengario), Ernesto Palacio (Adelberto), Hélène Perraguin (Eurice), Jean-Luc Viala (Iroldo).[8]:15345
- 2005 (live, konzertant aus Edinburgh): Giuliano Carella (Dirigent), Scottish Chamber Orchestra und Chorus. Jennifer Larmore (Ottone), Majella Cullagh (Adelaide), Mirco Palazzi (Berengario), Bruce Ford (Adelberto), Rebecca Bottone (Eurice), Mark Wilde (Iroldo), Ashley Catling (Ernesto). Opera Rara ORC32 (2 CD).[8]:15346
- 17. August 2006 (live, konzertant aus Pesaro): Riccardo Frizza (Dirigent), Orchestra Haydn di Bolzano e Trento, Prague Chamber Chorus. Daniela Barcellona (Ottone), Patrizia Ciofi (Adelaide), Lorenzo Regazzo (Berengario), José Manuel Zapata (Adelberto), Barbara Bargnesi (Eurice), Stefan Cifolelli (Iroldo und Ernesto). CD i. V.[8]:15347
- 2011 (Video, live vom Rossini Opera Festival Pesaro): Dimitri Jurowski (Dirigent), Pier’ Alli (Regie), Orchester und Chor des Teatro Comunale di Bologna. Daniela Barcellona (Ottone), Jessica Pratt (Adelaide), Nicola Ulivieri (Berengario), Bogdan Mihai (Adelberto), Jeannette Fischer (Eurice), Francesca Pierpaoli (Iroldo), Clemente Antonio Daliotti (Ernesto). Arthaus Music 101646.[9]
- Juli 2014 (live vom Festival Rossini in Wildbad, nach der kritischen Ausgabe von Florian Bauer): Luciano Acocella (Dirigent), Virtuosi Brunensis, Camerata Bach Chor Poznań. Margarita Gritskova (Ottone), Jekaterina Sadownikowa (Adelaide), Baurzhan Anderzhanov (Berengario), Gheorghe Vlad (Adelberto), Miriam Zubieta (Eurice), Yasushi Watanabe (Iroldo), Cornelius Lewenberg (Ernesto). Naxos 8.660401-02.[6]